# Linia kolejowa Jełgawa – Lipawa
Linia kolejowa Jełgawa – Lipawa – linia kolejowa na Łotwie łącząca stację Jełgawa ze ślepą stacją Lipawa.
Linia na całej długości jest niezelektryfikowana. Odcinek Jełgawa – Glūda jest dwutorowy, a pozostała część linii do Lipawy jednotorowa.

## Historia
Najstarszą stacją na linii jest stacja Lipawa, która powstała jako stacja początkowa uruchomionej w 1871 kolei libawsko-romeńskiej. Odcinek Jełgawa – Glūda powstał w 1873 jako część drogi żelaznej mitawskiej (Mitawa - Możejki). Początkowo leżały one w Imperium Rosyjskim, w 1918 znalazły się w granicach Łotwy. Linię z Glūdy do Lipawy wybudowano w latach 1925-1929.
Od 1940 linia leżała w Związku Sowieckim. Od 1991 ponownie znajduje się w granicach niepodległej Łotwy.